# サンドピアリス
サンドピアリスは、日本の競走馬および繁殖馬。1989年にエリザベス女王杯を最低人気で制した。20頭立て20番人気・単勝配当43,060円はグレード制施行後のGI記録で、2022年現在も破られていない。2007年6月14日に老衰で死亡した。

## 名前の由来
サンドピアリスとは「砂の貴婦人」という意味である。元々、母・イエンライトは中央競馬でダートで10勝を挙げていた馬、父・ハイセイコーは公営出身の名馬であり、サンドピアリスもエリザベス女王杯に出る前に挙げていた2勝はいずれもダートでのものだった。

## エリザベス女王杯
春にダートで2勝したサンドピアリスだが、芝では京都4歳特別で0秒5差とはいえ9着に敗れるなど2戦2敗であった。秋は900万下のダートに3回出走するが、いずれも掲示板外に敗れている。そんな馬がエリザベス女王杯に使われたのは、馬主のヒダカ・ブリーダーズ・ユニオンが「（一口馬主としての）初年度募集馬をGIに出走させたい」と考え、また、吉永忍調教師も「主戦騎手の岸滋彦をGIに出走させてやりたい」と考えた為であった。そんなサンドピアリスは「20頭立ての20番人気」と人気が全くないのも無理はなく、関西テレビの杉本清アナウンサーは、最後の直線で「外を通りまして3枠から一頭サンドピアリスだ…、おおなんとサンドピアリスだ」と一瞬絶句した後にサンドピアリスの名前を伝え、ゴール前では「しかしびっくりだ、これはゼッケン番号6番、サンドピアリスに間違いない!」と実況した。後に杉本は著書で「なんぼなんでも、この馬はないな」と思っていたサンドピアリスが伸びてきて、それ以外に「ヤマフリアルやシンビクトリーといった人気薄の馬ばかり伸びてくる」ため「そりゃもう、焦ったなんてレベルじゃない。焦って焦って焦りまくった」と記している。実際、翌日に馬主関係者と対面した際には、挨拶代わりに「杉本さん、サンドピアリスに間違いなかったですね」とからかわれたという。
エリザベス女王杯の勝利は陣営にとっても予想外の出来事に映り、騎手の岸と調教師の吉永にしても、勝利インタビューで「サンドピアレス…」と馬の名前を最後まで間違えて答えていた。
このレースは優勝したサンドピアリスが最低の20番人気、2着10番人気、3着14番人気と人気薄が立て続けにゴールし、逆に1番人気のシャダイカグラが競走中の故障により最下位に沈んで単勝配当43060円と言う超大穴配当となった。この当時は単勝、複勝、連勝複式（現・枠連）の3種類しかなかったため、単勝配当に目がいってしまうが、後に馬連、ワイド、馬単、3連複、3連単と投票方法が増えていく毎に、このレースの推定配当金額が机上理論で語られる様になっている。

## エリザベス女王杯優勝以後
エリザベス女王杯優勝以降はダートに戻る事はなく全て芝のレースを使われた。5歳（現年齢表記：4歳）以降は、当時は古馬が出走可能な牝馬限定GI競走が皆無であったことから、必然的に牡馬との対戦となり、苦戦が続いた。1990年の宝塚記念・有馬記念ともに選出され出走したが、それぞれ9着・15着と大敗している。GII以下の競走では度々掲示板に載る事もあり、特にエリザベス女王杯を制した京都でなおかつ同距離で行われた京都大賞典では6頭立ての少頭数であったが、勝馬のスーパークリークから0.1秒差の3着と好走している。6歳（現年齢表記：5歳）は日経新春杯7着の後、引退レースとなった京都記念も当時はエリザベス女王杯と同じ距離であった事から、勝馬のプリンスシンから0.2秒差の2着で現役生活を終えた。なお、このレースでは岸ではなく加用正が騎乗している。

## 競走成績
以下の内容は、netkeiba.comおよびJBISサーチに基づく。
| 年月日     | 競馬場 | 競走名               | 格   | 距離（馬場）  | 頭 数 | 枠 番 | 馬 番 | オッズ（人気） | 着順 | タイム （上り3F/4F） | 着差 | 騎手     | 斤量 （kg） | 勝ち馬/（2着馬）       |
| ---------- | ------ | -------------------- | ---- | ------------- | ----- | ----- | ----- | -------------- | ---- | -------------------- | ---- | -------- | ----------- | ---------------------- |
| 1989.03.04 | 阪神   | 4歳新馬              |      | ダ1200m（稍） | 12    | 6     | 7     | 11.8（6人）    | 1着  | 1:13.8 (50.0)        | -0.7 | 岸滋彦   | 52          | （ロータスナムラ）     |
| 0000.03.19 | 阪神   | 報知杯4歳牝馬特別    | GII  | 芝1400m（良） | 12    | 5     | 8     | 36.8（9人）    | 9着  | 1:25.2 (50.2)        | -2.4 | 土肥幸広 | 54          | コクサイリーベ         |
| 0000.04.01 | 阪神   | れんげ賞             | 400  | 芝1200m（稍） | 16    | 6     | 11    | 21.5（10人）   | 8着  | 1:13.0 (48.9)        | -1.3 | 岸滋彦   | 53          | ゴールデンリッカ       |
| 0000.04.16 | 阪神   | 4歳400万下           |      | ダ1800m（不） | 7     | 6     | 6     | 07.3（4人）    | 1着  | 1:54.6 (52.1)        | -0.3 | 岸滋彦   | 52          | （リープハーバサージ） |
| 0000.05.07 | 京都   | 京都4歳特別          | GIII | 芝2000m（重） | 17    | 2     | 4     | 70.9（14人）   | 9着  | 2:06.3 (51.8)        | -0.5 | 岸滋彦   | 53          | スターサンシャイン     |
| 0000.09.23 | 阪神   | 秋分特別             | 900  | ダ1800m（稍） | 11    | 5     | 5     | 05.2（3人）    | 8着  | 1:54.3 (52.7)        | -1.6 | 岸滋彦   | 53          | カルストンペガサス     |
| 0000.10.07 | 京都   | 4歳上900万下         |      | ダ1800m（良） | 13    | 3     | 3     | 07.4（4人）    | 9着  | 1:53.9 (52.0)        | -1.8 | 岸滋彦   | 52          | メイショウシーマー     |
| 0000.10.28 | 京都   | 4歳上900万下         |      | ダ1800m（良） | 14    | 5     | 8     | 08.2（5人）    | 6着  | 1:53.6 (49.7)        | -0.5 | 岸滋彦   | 52          | ラッキードール         |
| 0000.11.12 | 京都   | エリザベス女王杯     | GI   | 芝2400m（良） | 20    | 3     | 6     | 430.6（20人）  | 1着  | 2:28.8 (48.9)        | -0.2 | 岸滋彦   | 55          | （ヤマフリアル）       |
| 1990.05.27 | 阪神   | エメラルドS          | OP   | 芝2500m（良） | 7     | 1     | 1     | 08.8（4人）    | 6着  | 2:36.9 (50.8)        | -1.5 | 岸滋彦   | 56          | ショウリテンユウ       |
| 0000.06.10 | 阪神   | 宝塚記念             | GI   | 芝2200m（良） | 10    | 7     | 8     | 96.9（10人）   | 9着  | 2:16.6 (50.5)        | -2.6 | 岸滋彦   | 54          | オサイチジョージ       |
| 0000.07.08 | 中京   | 高松宮杯             | GII  | 芝2000m（良） | 14    | 5     | 8     | 37.3（10人）   | 5着  | 2:00.4 (35.6)        | -1.0 | 岸滋彦   | 55          | バンブーメモリー       |
| 0000.09.16 | 中京   | 朝日チャレンジC      | GIII | 芝2000m（不） | 11    | 1     | 1     | 07.9（4人）    | 5着  | 2:02.4 (37.0)        | -0.5 | 岸滋彦   | 55          | ファンドリポポ         |
| 0000.10.07 | 京都   | 京都大賞典           | GII  | 芝2400m（重） | 6     | 4     | 4     | 20.4（5人）    | 3着  | 2:27.0 (46.2)        | -0.1 | 岸滋彦   | 57          | スーパークリーク       |
| 0000.11.18 | 東京   | アルゼンチン共和国杯 | GII  | 芝2500m（良） | 15    | 8     | 15    | 09.1（5人）    | 6着  | 2:33.4 (35.5)        | -0.5 | 岸滋彦   | 56          | メジロモントレー       |
| 0000.12.23 | 中山   | 有馬記念             | GI   | 芝2500m（良） | 16    | 3     | 6     | 79.7（15人）   | 15着 | 2:35.4 (35.8)        | -1.2 | 岸滋彦   | 55          | オグリキャップ         |
| 1991.01.20 | 京都   | 日経新春杯           | GII  | 芝2200m（良） | 9     | 5     | 5     | 28.9（6人）    | 7着  | 2:15.0 (47.4)        | -1.4 | 岸滋彦   | 55          | メルシーアトラ         |
| 0000.02.17 | 京都   | 京都記念             | GII  | 芝2400m（稍） | 11    | 7     | 9     | 35.2（9人）    | 2着  | 2:25.9 (47.4)        | -0.2 | 加用正   | 56          | プリンスシン           |

## 繁殖牝馬時代

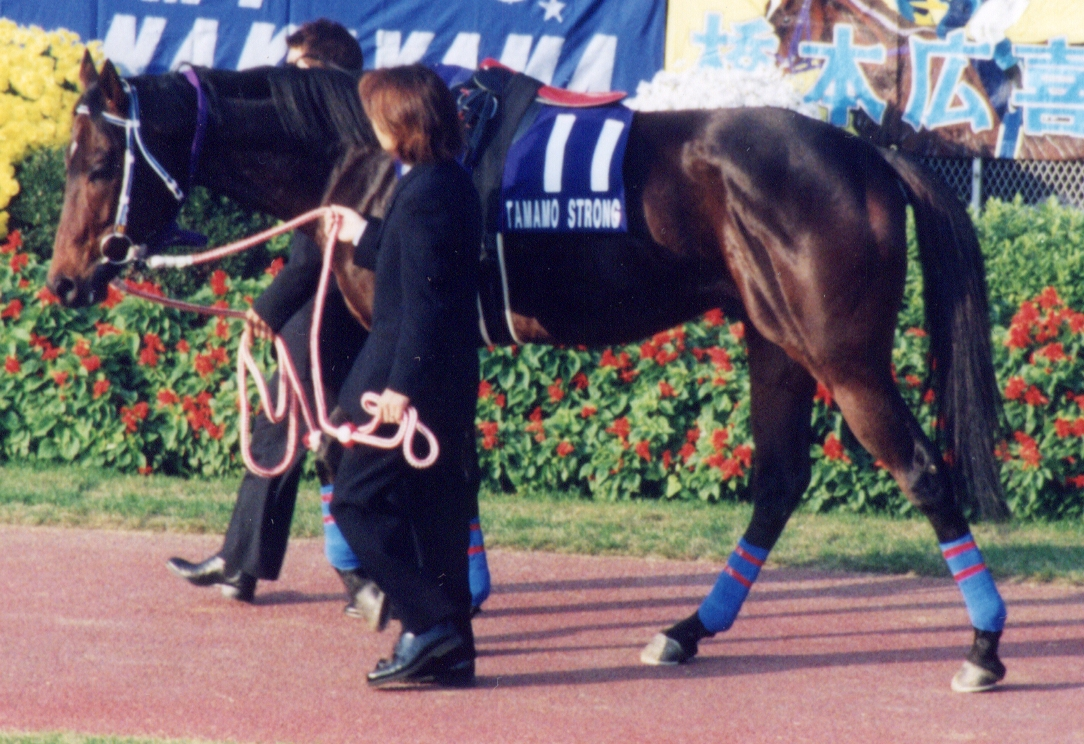
タマモストロング

競走生活引退後は故郷の岡田牧場で繁殖馬生活に入った。同期のシャダイカグラ、ライトカラーは有力な産駒には恵まれなかったのに対し、サンドピアリスは繁殖牝馬としてダート交流戦の雄、タマモストロングを出して成功を収めている。
サンドコロネット、サンドハーブ、サンドピクチャーの3頭は繁殖入りしている。サンドコロネットの子テイエムゲンキボは荒尾の九州記念と肥後の国グランプリに優勝、サンドピクチャーの子タマモリターンが兵庫県競馬組合園田競馬場の荒山義則厩舎に入り、2008年12月31日に開催された第37回園田ジュニアカップに優勝した。
2005年産の産駒を最後に繁殖生活からは退いていたが、2007年5月末にフレグモーネを発症し、疼痛などで体調が悪化、スタッフによる看護が続けられたが、同年6月14日朝に老衰のため、繋養先の岡田牧場で死亡した。21歳（現年齢表記）。なお、新ひだか町のオーマイホースパーク（桜舞馬公園）に「功労繁殖雌馬之碑」が建立されており、同馬の名も刻銘され合祀されている。

### 産駒一覧
|        | 生年   | 馬名                     | 性 | 毛色     | 父                   | 馬主                                           | 管理調教師                                   | 戦績                        | 主な勝利競走                                 | 供用         | 出典   |
| ------ | ------ | ------------------------ | -- | -------- | -------------------- | ---------------------------------------------- | -------------------------------------------- | --------------------------- | -------------------------------------------- | ------------ | ------ |
| 初仔   | 1992年 | サンドコロネット         | 牝 | 鹿毛     | ファストトパーズ     | 岡田義一                                       | 道営・北川數男                               | 5戦2勝                      |                                              | （繁殖牝馬） | [ 8 ]  |
| 2番仔  | 1993年 | （サンドピアリスの1993） | 牡 | （不明） | クリエイター         |                                                |                                              | （不出走）                  |                                              |              | [ 9 ]  |
| 3番仔  | 1994年 | サンドピクシー           | 牝 | 栗毛     | ロドリゴデトリアーノ | （株）ヒダカ・ブリーダーズ・ユニオン           | 栗東・吉永忍                                 | 13戦0勝                     |                                              |              | [ 10 ] |
| 4番仔  | 1995年 | タマモストロング         | 牡 | 鹿毛     | スキャン             | タマモ（株）                                   | 栗東・吉永忍 →栗東・川村禎彦 →栗東・佐藤正雄 | 31戦11勝（うち地方12戦3勝） | マーチS 白山大賞典 さくらんぼ記念 かしわ記念 |              | [ 11 ] |
| 5番仔  | 1996年 | サンドハーブ             | 牝 | 栗毛     | エルハーブ           | 岡田義一                                       | 栗東・吉永忍 →栗東・川村禎彦 →栗東・宮徹     | 47戦1勝                     |                                              | （繁殖牝馬） | [ 12 ] |
| 6番仔  | 1998年 | （サンドピアリスの1998） | 牝 | 鹿毛     | フォーティナイナー   |                                                |                                              | （不出走）                  |                                              |              | [ 13 ] |
| 7番仔  | 1999年 | サンドピクチャー         | 牝 | 栗毛     | アフリート           | タマモ（株）                                   | 栗東・佐藤正雄                               | 10戦0勝                     |                                              | （繁殖牝馬） | [ 14 ] |
| 8番仔  | 2001年 | タマモサンドスキー       | 牡 | 栗毛     | ピルサドスキー       | タマモ（株）                                   | 栗東・佐藤正雄                               | 8戦1勝                      |                                              |              | [ 15 ] |
| 9番仔  | 2002年 | （サンドピアリスの2002） | 牝 | （不明） | パントルセレブル     |                                                |                                              | （不出走）                  |                                              |              | [ 16 ] |
| 10番仔 | 2003年 | サンドプロミネンス       | 牡 | 鹿毛     | ピルサドスキー       | （株）ヒダカ・ブリーダーズ・ユニオン →村田裕子 | 栗東・佐藤正雄 →西脇・野田学                 | 8戦0勝（うちJRA3戦0勝）     |                                              |              | [ 17 ] |
| 11番仔 | 2004年 | ボージョボー             | 牡 | 栗毛     | カリズマティック     | 青山洋一                                       | 栗東・友道康夫 →川崎・高月賢一               | 25戦4勝（うちJRA6戦0勝）    |                                              |              | [ 18 ] |
| 11番仔 | 2005年 | サンドヴィーナス         | 牝 | 黒鹿毛   | マンハッタンカフェ   | 岡田隆寛                                       | 美浦・武市康男                               | 1戦0勝                      |                                              | （繁殖牝馬） | [ 19 ] |

## 血統表
| サンドピアリスの血統        | サンドピアリスの血統                         | サンドピアリスの血統                    | （血統表の出典）                        | （血統表の出典） |
| 父系                        | ロックフェラ系                               | ロックフェラ系                          | ロックフェラ系                          |                  |
| 父 ハイセイコー 1970 鹿毛   | 父の父*チャイナロック China Rock 1953 栃栗毛 | Rockefella                              | Hyperion                                | Hyperion         |
| 父 ハイセイコー 1970 鹿毛   | 父の父*チャイナロック China Rock 1953 栃栗毛 | Rockefella                              | Rockfel                                 |                  |
| 父 ハイセイコー 1970 鹿毛   | 父の父*チャイナロック China Rock 1953 栃栗毛 | May Wong                                | Rustom Pasha                            | Rustom Pasha     |
| 父 ハイセイコー 1970 鹿毛   | 父の父*チャイナロック China Rock 1953 栃栗毛 | May Wong                                | Wezzan                                  |                  |
| 父 ハイセイコー 1970 鹿毛   | 父の母ハイユウ 1961 黒鹿毛                   | *カリム Karim                           | Nearco                                  | Nearco           |
| 父 ハイセイコー 1970 鹿毛   | 父の母ハイユウ 1961 黒鹿毛                   | *カリム Karim                           | Skylarking                              |                  |
| 父 ハイセイコー 1970 鹿毛   | 父の母ハイユウ 1961 黒鹿毛                   | *ダルモーガン Dalmogan                  | Beau Son                                | Beau Son         |
| 父 ハイセイコー 1970 鹿毛   | 父の母ハイユウ 1961 黒鹿毛                   | *ダルモーガン Dalmogan                  | Reticent                                |                  |
| 母 イエンライト 1976 黒鹿毛 | 母の父*イエラパ Yelapa 1966 黒鹿毛           | Mossborough                             | Nearco                                  | Nearco           |
| 母 イエンライト 1976 黒鹿毛 | 母の父*イエラパ Yelapa 1966 黒鹿毛           | Mossborough                             | All Moonshine                           |                  |
| 母 イエンライト 1976 黒鹿毛 | 母の父*イエラパ Yelapa 1966 黒鹿毛           | Your Point                              | Nirgal                                  | Nirgal           |
| 母 イエンライト 1976 黒鹿毛 | 母の父*イエラパ Yelapa 1966 黒鹿毛           | Your Point                              | Your Game                               |                  |
| 母 イエンライト 1976 黒鹿毛 | 母の母テツザンヒメ 1967                      | *ゲイタイム Gay Time                    | Rockefella                              | Rockefella       |
| 母 イエンライト 1976 黒鹿毛 | 母の母テツザンヒメ 1967                      | *ゲイタイム Gay Time                    | Daring Miss                             |                  |
| 母 イエンライト 1976 黒鹿毛 | 母の母テツザンヒメ 1967                      | ウエーライト                            | *ハロウェー                             | *ハロウェー      |
| 母 イエンライト 1976 黒鹿毛 | 母の母テツザンヒメ 1967                      | ウエーライト                            | グリンライト                            |                  |
| 母系(F-No.)                 | (FN:3-l)                                     | (FN:3-l)                                | (FN:3-l)                                | [ § 2 ]          |
| 5代内の近親交配             | Rockefella 3×4=18.75% Nearco 4×4=12.50%      | Rockefella 3×4=18.75% Nearco 4×4=12.50% | Rockefella 3×4=18.75% Nearco 4×4=12.50% | [ § 3 ]          |
| 出典                        | 1. 2. 3.                                     | 1. 2. 3.                                | 1. 2. 3.                                | 1. 2. 3.         |

- 牝系は名門のフロリースカツプ系。